# ジャンヌダルクの娘たち
ジャンヌダルクの娘たち～筋肉プリンセスJapan～（ -むすめたち きんにく- じゃぱん）は、全国の一部AMラジオ局で放送されているラジオ番組である。

## 概要
毎回スポーツ界で活躍中の女性をゲストに迎え、競技中でのエピソードや裏話を語るという内容の番組。
パーソナリティは益子直美。

## 主なコーナー
- だけど涙が出ちゃう…直美、女の子だもん!
ゲストが泣きそうになったもしくは泣いてしまったエピソードを取り上げる。
- となりの芝はよく見える
パーソナリティとゲストが交互に質問しあいながら答えていく。

## 現在の放送局と放送時間
2009年10月現在。
- 静岡放送（水曜21:00 - 21:30）
- 北陸放送（日曜15:45 - 15:55）
- 福井放送
- 山口放送

| スタブアイコン | サブスタブ | この項目は、まだ閲覧者の調べものの参照としては役立たない、ラジオ番組に関連した書きかけの項目です。この項目を加筆・訂正などしてくださる協力者を求めています（P:ラジオ/PJ:放送番組）。 |